# Italienska kommunisternas parti
Italienska kommunisternas parti (Italienska: Partito dei Comunisti Italiani) är ett politiskt parti i Italien. Partiet bildades 1998 ur en brytning från Reformerade Kommunistpartiet, PRC.
I det Italienska parlamentsvalet som ägde rum i april 2006 var partiet en del av den vinnande alliansen L'Unione som leddes av Italiens nuvarande premiärminister Romano Prodi. Partiet fick 16 av 640 mandat i deputeradekammaren.

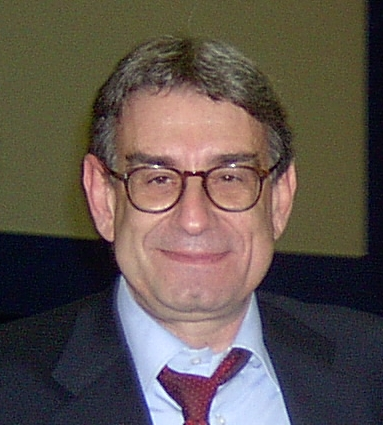
Partisekreteraren Oliviero Diliberto.

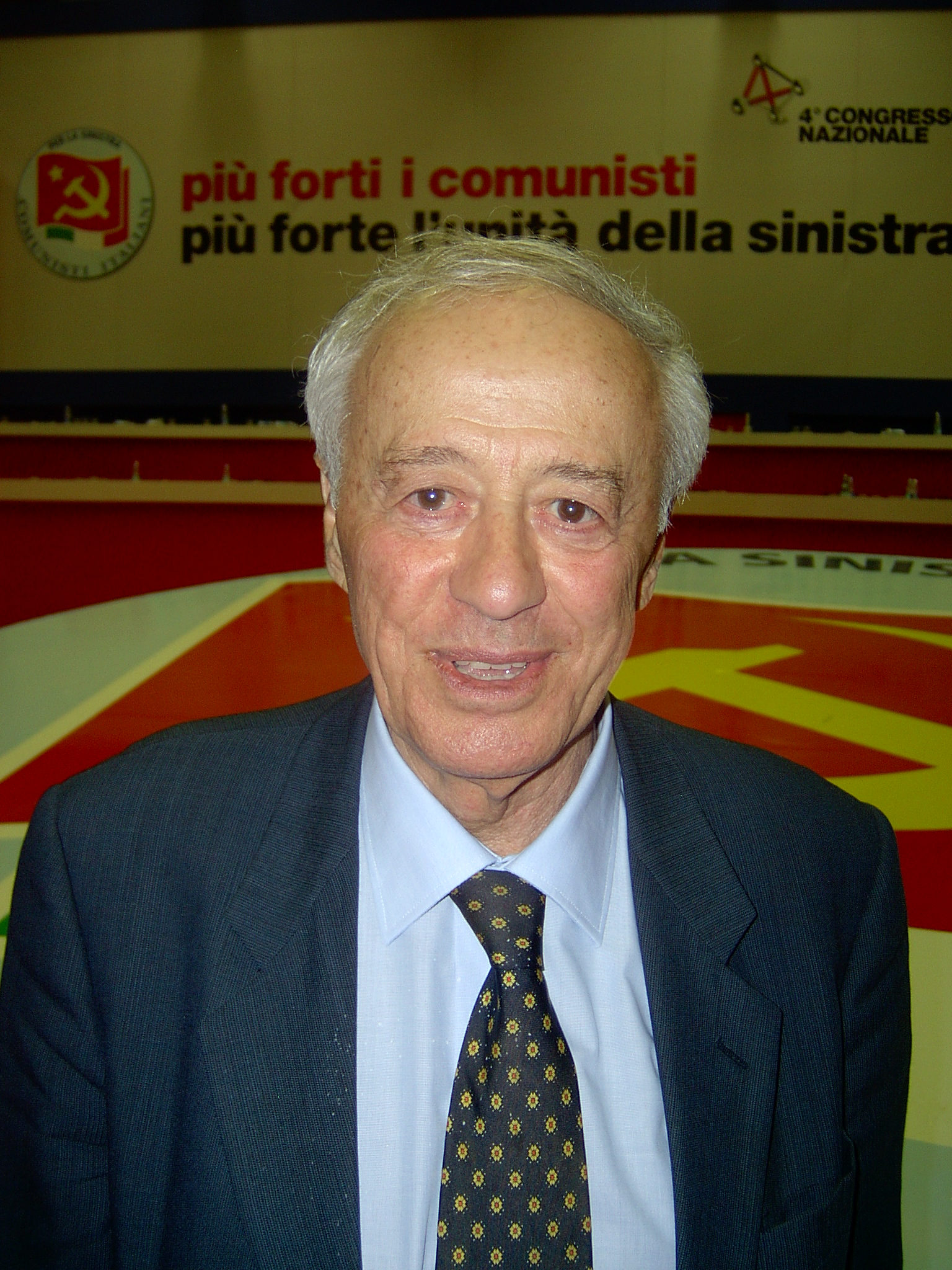
Partiledaren Antonino Cuffaro.

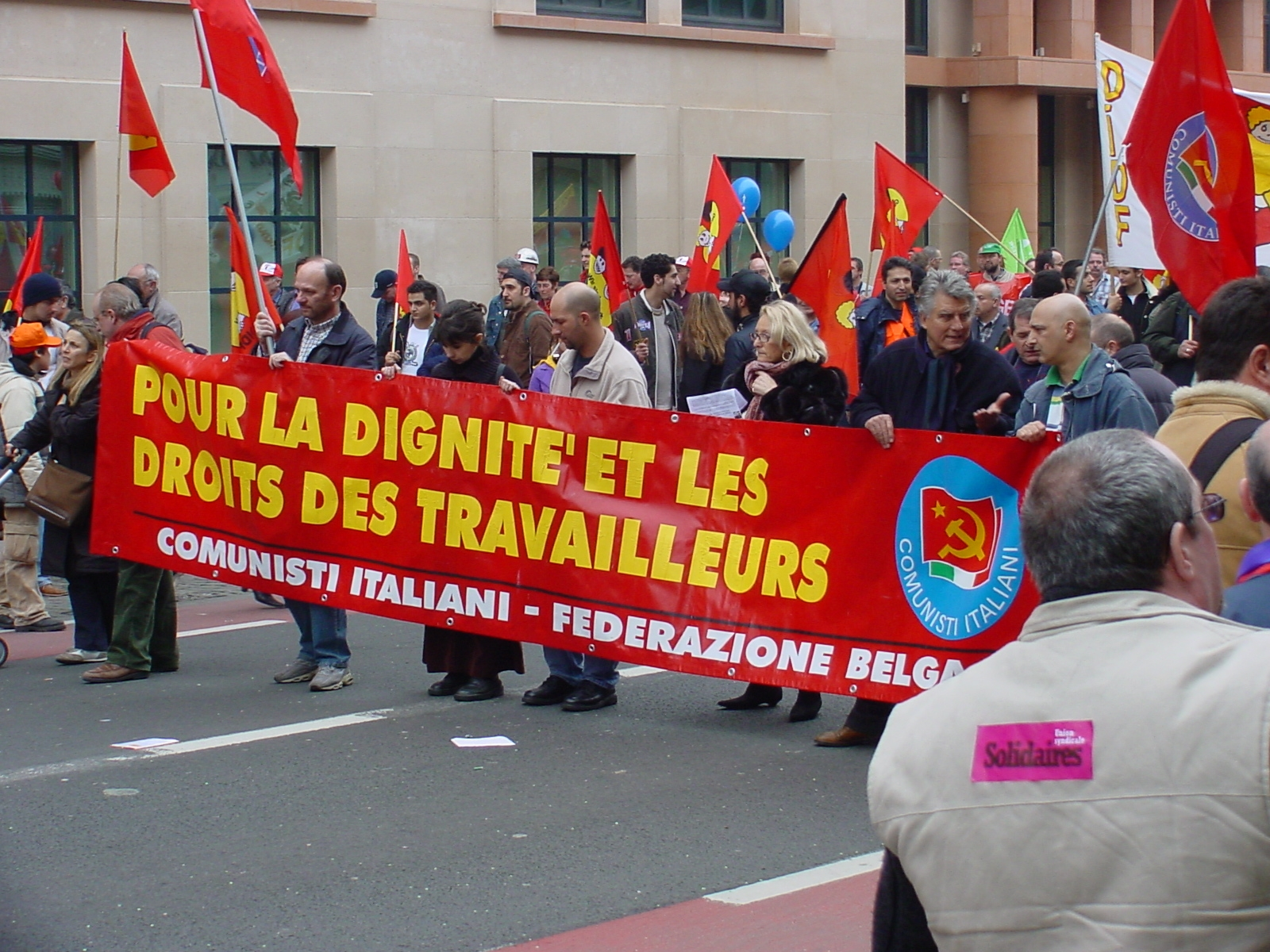
Demonstration av belgiska sektionen.